# Petitcodiac (Nuovo Brunswick)
Petitcodiac è un villaggio del Canada, situato nella provincia del Nuovo Brunswick.